# Āzambār
Āzambār (persiska: آزامبار, آزانبار) är en ort i Iran.   Den ligger i provinsen Qazvin, i den nordvästra delen av landet, 230 km väster om huvudstaden Teheran. Āzambār ligger 1 741 meter över havet och antalet invånare är 745.
Terrängen runt Āzambār är platt norrut, men söderut är den kuperad.Runt Āzambār är det ganska tätbefolkat, med 108 invånare per kvadratkilometer. Āzambār är det största samhället i trakten. Trakten runt Āzambār består i huvudsak av gräsmarker.